# Anton Hechenberger
Anton Hechenberger (* 28. September 1902 in München; † 9. November 1923 in München) war ein deutscher Putschist. Er wurde als einer der 16 getöteten Putschteilnehmer des gescheiterten Hitler-Putsches bekannt, denen Adolf Hitler den ersten Teil seines Buches Mein Kampf widmete.

## Leben und Tätigkeit
Hechenberger erlernte den Beruf des Schlossers. In der Zeit nach dem Ersten Weltkrieg begann er, sich in Kreisen der radikalen politischen Rechten zu engagieren. So wurde er um 1920 Mitglied des Deutschvölkischen Schutz- und Trutzbundes. Vom 1. Januar 1921 bis Juli 1922 gehörte er der Reichswehr an.
Zum 24. November 1922 trat Hechenberger in die NSDAP ein. Außerdem wurde er Mitglied der Sturmabteilung (SA), des Straßenkampfverbandes der Partei, in der er der 6. Kompanie des Münchener SA-Regiments zugeteilt wurde.
Im November 1923 beteiligte sich Hechenberger am gescheiterten Hitler-Putsch in München. Am Mittag des 9. Novembers 1923 wurde er beim Marsch auf die Feldherrnhalle getötet, als er während des Zusammenstoßes der Putschisten mit der Landespolizei auf dem Odeonsplatz, bei dem es zu einem Schusswechsel kam, tödlich verletzt wurde.
Hitler widmete Hechenberger und 15 weiteren getöteten Putschteilnehmern bereits 1925 den ersten Band seines Buches Mein Kampf, in dem sie namentlich im Vorwort aufgeführt sind. Nach der Machtergreifung der Nationalsozialisten 1933 wurde an der Feldherrnhalle in München eine Tafel mit den Namen dieser Personen angebracht, die von einer Ehrenwache der SS flankiert wurde. Jeder Passant, der an dieser Tafel vorbeikam, war verpflichtet, den Hitlergruß in ihre Richtung zu entbieten. 1935 wurden auf dem Königsplatz zwei „Ehrentempel“ als gemeinsame Grabanlage für diese Personengruppe errichtet. Im selben Jahr wurden Hechenberger und die übrigen Toten exhumiert, dorthin überführt und erneut in bronzenen Sarkophagen beigesetzt. Bis 1945 wurden sie in den nationalsozialistischen Kult um die „Blutzeugen der Bewegung“ einbezogen.
Neben Andreas Bauriedl und Lorenz Ritter von Stransky war Hechenberger einer von drei der sechzehn getöteten Putschisten, die der 6. Kompanie des Münchener SA-Regiments angehört hatten und deren Namen auf einer Ehrenmanschette eingraviert wurden, die am Schaft der sogenannten Blutfahne – der Regimentsfahne der 6. Kompanie, die angeblich bei dem Schusswechsel am 9. November vom Blut dieser drei Männer oder eines von ihnen getränkt worden war – befestigt wurde, die von 1926 bis 1945 eine zentrale Reliquie in dem Heldenkult bildete, den die Nationalsozialisten um den gescheiterten Hitler-Putsch aufbauten.
Zwischen 1933 und 1945 wurden verschiedene Straßen im Deutschen Reich nach Hechenberger benannt, so z. B. in Gelsenkirchen, Hamburg, Leverkusen, in der Mustersiedlung Ramersdorf in München, in Recklinghausen und in Wuppertal. In Pfronten trug das Reichsarbeitsdienstlager seinen Namen.